# Eichenberg bei Frieda
Der Eichenberg bei Frieda ist eine 300,5 m hohe Erhebung im nordhessischen Werra-Meißner-Kreis, nahe der Landesgrenze zu Thüringen. Wegen seiner Bedeutung als schutzwürdiger Lebensraum für seltene und bedrohte Tier- und Pflanzenarten wurde er im Jahr 1997 als Naturschutzgebiet ausgewiesen und seit 2008 gehört er als ein Fauna-Flora-Habitat(FFH)-Gebiet zu dem europaweiten Schutzgebietssystem Natura 2000. Geschützt werden der Eichentrockenwald am südlichen Steilhang, der Waldrandbereich und die extensiv bewirtschafteten Grünlandflächen. Als Relikt der traditionellen Niederwaldnutzung gilt der Eichenberg auch aus kulturhistorischer Sicht als bedeutsam.

## Lage
Der Eichenberg steigt rechtsseitig der Werra von 170 m auf 300 m steil an. Zwischen seinem Fuß und der Werra verläuft die Bundesstraße 249 und die Trasse der ehemaligen Werrataleisenbahn, die heute als Radweg genutzt wird. Administrativ gehören die Flächen zu den Gemarkungen von Frieda, einem Ortsteil der Gemeinde Meinhard und der Stadt Wanfried. Das Gebiet liegt im „Geo-Naturpark Frau-Holle-Land“.
Nach der naturräumlichen Gliederung Deutschlands des Instituts für Landeskunde Bad Godesberg befindet sich  das Schutzgebiet im Grenzbereich des Rosoppe-Frieda-Hügellands (358.50), der Schwebda–Jestädter Werraaue (358.20) und des Treffurt-Wanfrieder Werratals (358.1). Sie sind Teileinheiten des Unteren Werraberglands (358) in der Haupteinheitengruppe des Osthessischen Berglands.

## Natur
Für die Aufnahme des Eichenbergs in das europäische Schutzgebietssystem Natura 2000 war nach den FFH-Richtlinien das wesentliche Schutzobjekt der Lebensraumtyp 9170 „Labkraut-Eichen-Hainbuchenwald“ (Galio-Carpinetum), der sich auf rund einem Hektar im Ostteil entwickelt hat. Als schmales Band zieht sich eine Fortsetzung entlang der oberen Kante des südostexponierten Steilhanges nach Westen. Seinen Namen verdankt der Wald den charakteristischen Gewächsen, die in ihm auftreten: Die Baumarten Traubeneiche, Stieleiche und Hainbuche und aus der Krautschicht das Wald-Labkraut. Er ist ein Teil des mit der Naturschutzgebietsverordnung von 1997 besonders zu schützenden Eichentrockenwaldes, der mit 10 Hektar den größten Teil des Schutzgebiets bedeckt.
Der lichte Wald, der als thermophiler Krüppel-Eichenmischwald (Lithospermo-Quercetum) bezeichnet wird, wächst an Standorten, die eher trocken und wärmebegünstigt sind und ist hier am nördlichen Verbreitungsrand seiner Art. Durch seine historische Bewirtschaftung als Eichenschälwald ist er reich strukturiert und besitzt eine große Artenvielfalt. Dominierende Baumart ist die teils krüppelwüchsige Traubeneiche, welche wahrscheinlich durch die frühere intensive Niederwaldnutzung gefördert wurde. Auf den teilweise unzugänglichen Steilhängen ist der Anteil alter oder bereits abgestorbener Bäume hoch. Sie bieten Lebensraum für Höhlenbrüter und totholzbewohnende Insekten und Pilze. Wegen seines ungewöhnlichen floristischen Reichtums an seltenen, geschützten und gefährdeten Arten trockenwarmer Extremstandorte ist er von landesweiter Bedeutung. Bemerkenswert ist auch seine Moos- und Flechtenflora. Am auffälligsten jedoch sind die großen Bestände des Blauroten Steinsamen, der in Hessen im Werrabergland seine Hauptverbreitung hat.
Der Eichenberg mit seinem strukturreichen Waldsaum und den benachbarten Streuobstwiesen und Grünlandflächen ist Lebensraum von mehreren Spechtarten. Grau-, Grün-, Bunt-, Mittel- und Kleinspecht kommen hier vor. Unter den vielen beobachteten Vögeln waren auch Arten die als schutzbedürftig gelten, weil ihre Bestände merklich zurückgegangen oder durch menschliche Einwirkungen bedroht sind sowie Vogelarten für die Hessen beziehungsweise Deutschland eine besondere Verantwortung besitzt. Zu ihnen gehören Mäusebussard, Waldohreule, Waldkauz, Klappergrasmücke, Waldlaubsänger, Gartenbaumläufer und Neuntöter.

## Wirtschaftliche Nutzung als Eichenschälwald

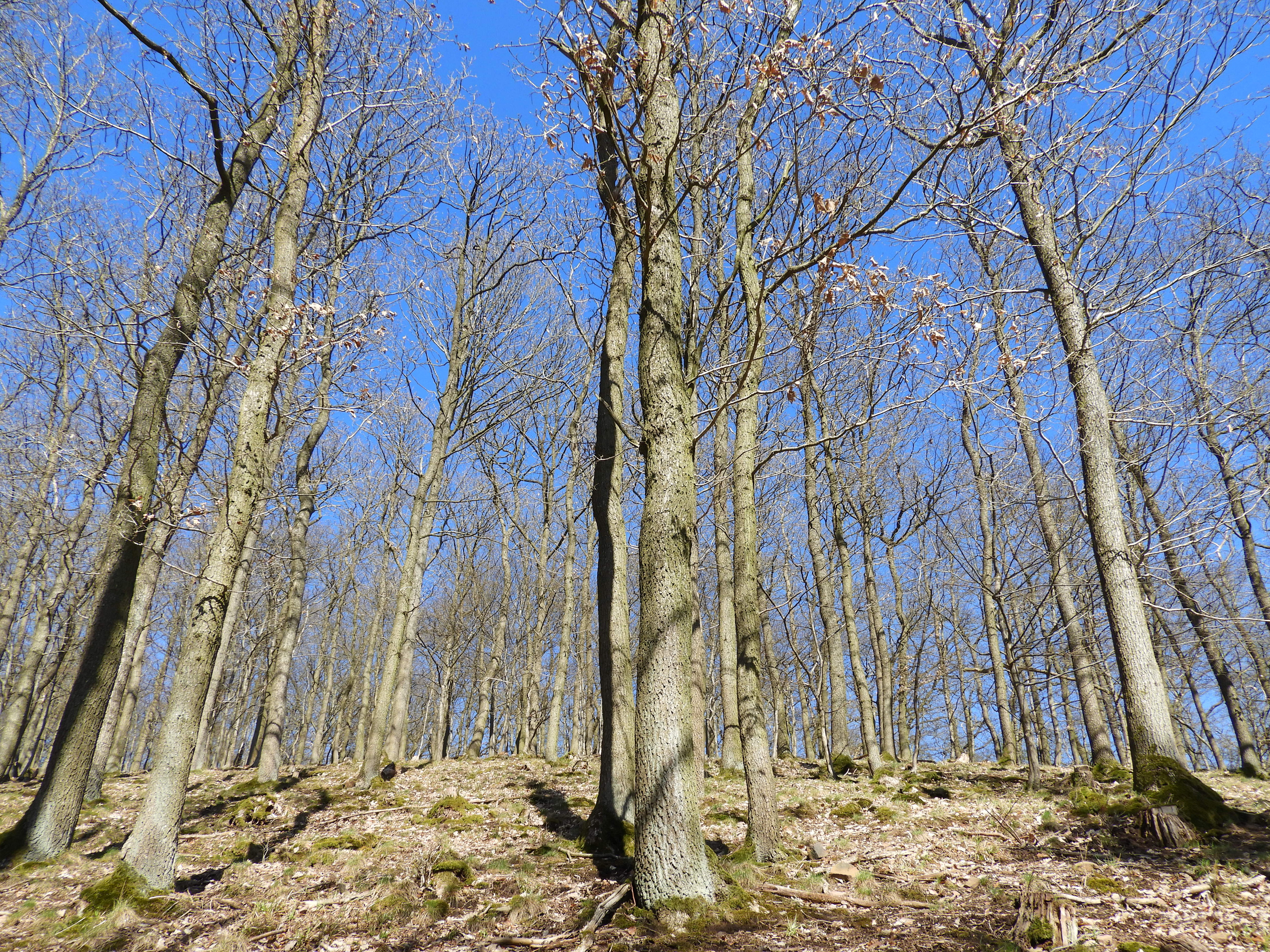
Eichentrockenwald auf der Kuppe des Eichenbergs

Einer der Haupterwerbszweige der nahe gelegenen Kreisstadt Eschwege war früher die Lederherstellung. Bedingt durch eine starke Nachfrage für den militärischen Bedarf und durch gestiegene private Bedürfnisse nahm sie im 19. Jahrhundert einen gewaltigen Aufschwung. Ein eng mit dem Leder zusammenhängender Wirtschaftszweig war die Erzeugung von Lohe zum Gerben, deren Rohstoff zu einem großen Teil in den heimischen Eichenschälwäldern des Werratales gewonnen wurde. Die Ernte begann im Monat Mai, wenn der Saft in den Bäumen stieg und endete wenn der Saft in Blätter überging, bei günstigen Witterungsverhältnissen Mitte bis Ende Juni. Begehrt war vor allem die Glanzlohe, die reich an kräftigen Gerbstoffen war und aus der Glanzrinde der jungen Eichenstämmchen kam. Die Rinde wurde, um sie vom Stamm zu lösen von unten nach oben mit einem Beil aufgeschlitzt und mit einem etwa 25 Zentimeter langen, löffelartigem Instrument abgeschält. Soweit der Waldarbeiter mit dem Arm reichte, schälte er die Rinde am gewachsenen Stamm, danach wurde der Stamm gefällt und die Rinde, die vorher nicht zu erreichen war, entfernt. Geerntet wurde in der Form der Niederwaldwirtschaft. Die Bäume wurden dicht über der Erde gefällt und schlugen nach kurzer Zeit wieder aus. Von diesen Ausschlägen wurden die schwachen, nichtvielversprechenden Triebe abgehauen. Die übrigen entwickelten sich so, dass sie in einem Zyklus von 10 bis 20 Jahren wieder geschält werden konnten. Mit der Substitution der Eichenrinde durch chemische Gerbmittel waren die Schälwaldbetriebe nicht mehr rentabel und gingen von Jahr zu Jahr zurück und die Wälder dienten nur noch zur Brennholzgewinnung.

## Unterschutzstellung

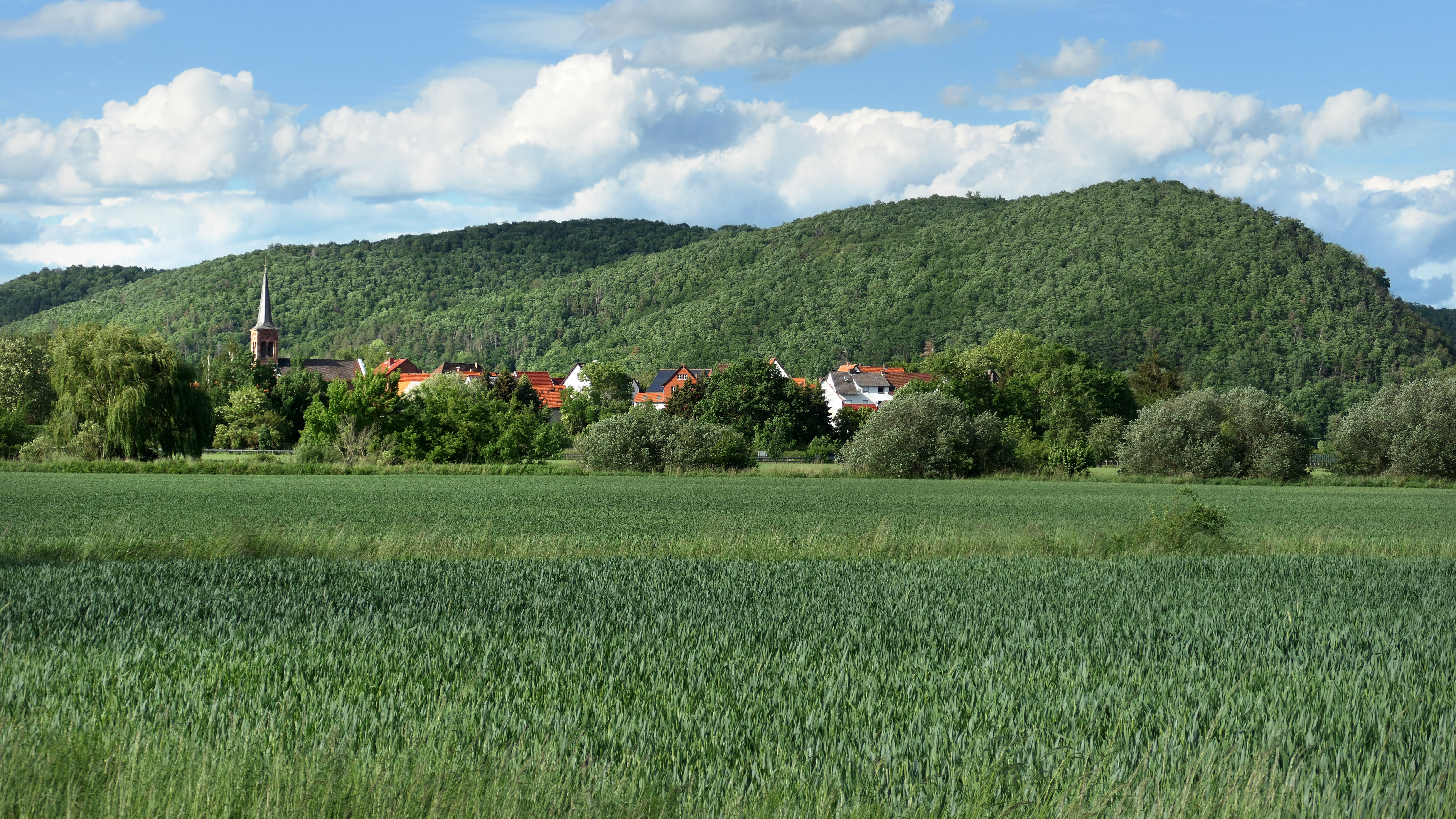
Frieda und der südwestliche Hang des Eichenbergs

### Naturschutzgebiet
Mit Verordnung vom 21. November 1997 der Oberen Naturschutzbehörde beim Regierungspräsidium in Kassel wurde der östlich von Frieda liegende Wald des Eichenberges mit seinen angrenzenden Flächen zum Naturschutzgebiet erklärt. Mit der Unterschutzstellung sollten der wärmeliebende Eichentrockenwald am südlichen Steilhang, die strukturreichen Waldrandbereiche sowie die Grünlandflächen für seltene und gefährdete Pflanzen- und Tierarten gesichert werden. Ziel für das Schutzgebiet war auch, den Totholzanteil im Wald als Lebensraum für Höhlenbrüter und totholzbewohnende Insekten und Pilze zu erhöhen. 
Das Schutzgebiet mit einer Größe von 14,45 Hektar bekam die nationale Kennung 1636035 und den WDPA-Code 318328.
Anfang des Jahres 2023 wurde der Eichenberg mit dem Naturschutzgebiet Plesse-Konstein und weiteren Waldflächen um Wanfried zu einem Teil des neuen Naturschutzgebiets Wälder um Wanfried. Das mehr als 920 Hektar große Gebiet mit der landesinternen Kennung 1636038 besteht aus drei Schutzzonen. Ziel der Unterschutzstellung in den Schutzzonen I und II, in denen der Eichenberg liegt, ist die Sicherung der natürlichen Dynamik des Waldökosystems mit ihren Zusammenbruchs- und Pionierphasen, um die daran gebundene seltene Flora und Fauna zu erhalten.

### FFH-Gebiet
Mit gleichen Grenzen und unter gleichem Namen wurde das frühere Naturschutzgebiet im April 1999 vom Land Hessen im Rahmen der Umsetzung der FFH-Richtlinie der EU-Kommission für das länderübergreifende Netz besonderer Schutzgebiete Natura 2000 vorgeschlagen. Die Schutzwürdigkeit wurde mit der „landesweiten Bedeutung des seltenen thermophilen Krüppel-Eichenmischwald am nördlichen Verbreitungsrand“, der „seltenen Flora und Fauna trockenwarmer Extremstandorte“, der „reichen Moos- und Flechtenflora“ sowie mit dem „Niederwald als Relikt traditioneller Nutzungsformen“ begründet. Neben dem Gebietsmanagement und dem damit verbundenen Monitoring forderte die EU eine förmliche Schutzerklärung, die im Januar 2008 mit der Verordnung über Natura 2000-Gebiete in Hessen erfolgte. Das FFH-Gebiet hat die Gebietsnummer 4826-302 und den WDPA-Code 555520188.

## Besucherhinweis
- Das Schutzgebiet kann auf vorhandenen Wirtschafts- und Forstwegen begangen werden.
- Ein Wanderweg von Frieda nach Wanfried führt durch den südöstlichen Bereich des Eichenbergs.
- Der Werratal-Radweg verläuft unterhalb des Bergs mit einer rechtsseitigen Variante auf einer früheren Bahntrasse. Der als einer der beliebtesten Radfernwege Deutschlands angesehene Radwanderweg führt mit einer Länge von rund 300 km von den Werraquellen am Rennsteig bis nach Hann. Münden, wo die Werra auf die aus der Rhön kommende Fulda trifft und als Weser weiterfließt